# A League of Their Own (soundtrack)
A League of Their Own is de originele soundtrack van de film met dezelfde naam, die werd uitgebracht op 30 juni 1992 door Columbia Records.

## A League of Their Own: Music From The Motion Picture
Het album bevat naast liedjes uit de film die zijn uitgevoerd door diverse artiesten ook twee filmmuzieknummers uit de partituur van Hans Zimmer, passend bij de nostalgische en inspirerende thema's van de film. Hoewel het nummer "This Used to Be My Playground" van Madonna bijdroeg aan de film, die op de aftiteling te horen was, werd haar opname om contractuele redenen niet op het soundtrackalbum opgenomen. Het album piekte op # 159 in de Amerikaanse Billboard 200 albums hitlijst op 25 juli 1992.

### Nummers
1. "Now and Forever" – Carole King (3:17)
2. "Choo Choo Ch'Boogie" – The Manhattan Transfer (2:58)
3. "It's Only a Paper Moon" – James Taylor (2:51)
4. "In a Sentimental Mood" – Billy Joel (4:03)
5. "Two Sleepy People" – Art Garfunkel (3:39)
6. "I Didn't Know What Time It Was" – James Taylor (3:39)
7. "On the Sunny Side of the Street" – The Manhattan Transfer (3:18)
8. "Flying Home" – Doc's Rhythm Cats (2:57)
9. "Life Goes On" – Hans Zimmer (6:11)
10. "Final Game" – Hans Zimmer (9:32)
11. "All American Girls Professional Baseball League Song" – The Rockford Peache (1:24)

## A League of Their Own: Original Motion Picture Score (Promo)
Een tweede soundtrack van de film  A League of Their Own uit 1992 verscheen als promo en bevat alleen de originele filmmuziek van Hans Zimmer. Het orkest stond onder leiding van Shirley Walker.

### Nummers
1. "Main Titles" (2:14)
2. "War Commercial" (1:09)
3. "Race To The House" (3:01)
4. "The Station And The Field" (3:07)
5. "Training Playoffs" (2:31)
6. "Welcome To Jimmy's Ballgame" (1:43)
7. "Diamond Gals" (1:42)
8. "The Sud's Bucket" (2:29)
9. "Heaven's Just A Ballpark Win Away" (2:45)
10. "Win The Crowd" (5:36)
11. "The Telegram" (7:41)
12. "The Playoffs / The Prayer" (2:35)
13. "The Final Game" (13:01)
14. "Sisters Say Goodbye" (2:49)
15. "Life Goes On" (8:48)

## A League of Their Own: Original Motion Picture Score (Intrada Records)
Een officiële release van A League of Their Own uit 1992 met de volledige filmmuziek van Hans Zimmer verscheen pas in 2025. Het album werd uitgebracht op 8 april 2025 door Intrada Records.
De partituur werd uitgevoerd door het Hollywood Studio Symphony onder leiding van Shirley Walker en aanvullend door Nick Glennie-Smith. Het werd opgenomen op 5, 6, 9, 11, 12 en 19 mei 1992 in Fox Scoring Stage in Los Angeles.
Solisten waren Rick Baptist (trompet) Jim Kanter (klarinet), Mike Lang (piano, keyboards), Kathy Lenski (viool), Kurt McGettrick (baritonsaxofoon) en John Van Tongeren (keyboards). De muziek werd gemixt door Jay Rifkin.
De nummers "Newsreel" en "Black And White Into Color" zijn geschreven door Bruce Fowler. Het nummer "Take Me Out To The Ballgame" is geschreven door Jack Norworth en Albert Von Tilzer, en gearrangeerd door Hans Zimmer.

### Nummers
1. Prologue (2:12)
2. Newsreel (1:08)
3. Sibling Rivalry (1:04)
4. Plucking Cows (1:58)
5. Marla’s Goodbye (3:07)
6. Tryouts (2:32)
7. Take Me Out To The Ballgame/Jimmy Manages (1:15)
8. Black And White Into Color (1:42)
9. Batting Practice (1:05)
10. Mixed Signals/No Crying (1:53)
11. Life Magazine Montage (5:35)
12. Not Happy/Kit’s Frustrated (2:21)
13. Telegram (4:38)
14. Dottie Leaves/Newsreel Montage (2:25)
15. The Prayer (1:17)
16. Final Game (13:00)
17. Locker Room (2:49)
18. Hall Of Fame (3:10)
19. Final Goodbyes And Hellos (5:44)

## Prijzen en nominaties
| Jaar | Prijs         | Categorie                                                             | Genomineerde(n)                    | Uitslag     |
| ---- | ------------- | --------------------------------------------------------------------- | ---------------------------------- | ----------- |
| 1993 | Grammy Awards | Best Song Written Specifically for a Motion Picture or for Television | Carole King voor "Now and Forever" | Genomineerd |